# Geron efflatouni
Geron efflatouni är en tvåvingeart som beskrevs av Greathead 1999. Geron efflatouni ingår i släktet Geron och familjen svävflugor. Inga underarter finns listade i Catalogue of Life.